# Station Kendal
Kendal is een spoorwegstation van National Rail in Kendal, South Lakeland in Engeland. Het station is eigendom van Network Rail en wordt beheerd door First TransPennine Express. 